# Calliostoma manesol
Calliostoma manesol is een slakkensoort uit de familie van de Calliostomatidae. De wetenschappelijke naam van de soort werd voor het eerst geldig gepubliceerd in 2015 door Huang en Fu.